# Società Polisportiva Monselice 1978-1979
Questa pagina raccoglie le informazioni riguardanti la Società Polisportiva Monselice nelle competizioni ufficiali della stagione 1978-1979.

## Stagione
Nella stagione 1978-1979 la Polisportiva Monselice, disputa il primo campionato professionistico della sua storia. Inseriti nel Girone B, terminano il torneo al 13º posto con 9 vittorie, 15 pareggi, 10 sconfitte, 32 gol fatti e 34 subiti. Inoltre presero parte alla Coppa Italia Semiprofessionisti arrivando fino agli ottavi di finale, eliminando, nella fase a gironi, i cugini del Padova.
In questa stagione si disputò per la prima volta il derby della provincia di Padova tra Monselice e Padova in gare ufficiali. Le due squadre si incontrarono due volte nella Coppa Italia Semiprofessionisti. Le partite terminarono entrambe con un pareggio per 1-1 e per 0-0.

## Divise
La divisa del Monselice era composta da una maglia rossa, calzoncini bianchi, calzettoni bianco-rossi. Non era presente nessuno sponsor.
| 1º | 2º |

## Organigramma societario
Area direttiva
- Presidente: Vittorio Brunello
- Direttore sportivo: Angelo Simone
- Segretario: Renzo Bragante

Area tecnica
- Allenatore: Mauro Gatti

## Rosa
| N. |                   | Ruolo | Calciatore          |
| -- | ----------------- | ----- | ------------------- |
|    | Italia (bandiera) | P     | Emilio Tosetto      |
|    | Italia (bandiera) | P     | Ubaldo Stefani      |
|    | Italia (bandiera) | P     | Nico Facciolo       |
|    | Italia (bandiera) | D     | Enzo Barlottini     |
|    | Italia (bandiera) | D     | Roberto Bottaro     |
|    | Italia (bandiera) | D     | Roberto Facchinetti |
|    | Italia (bandiera) | D     | Vando Freddi        |
|    | Italia (bandiera) | D     | Francesco Tisato    |
|    | Italia (bandiera) | D     | Loris Valbusa       |
|    | Italia (bandiera) | D     | Fabio Visentin      |
|    | Italia (bandiera) | C     | Carlo Bernardini    |

| N. |                   | Ruolo | Calciatore               |
| -- | ----------------- | ----- | ------------------------ |
|    | Italia (bandiera) | C     | Giuseppe Bussolin        |
|    | Italia (bandiera) | C     | Giuseppe Lazzaro         |
|    | Italia (bandiera) | C     | Rodolfo Francesco Masera |
|    | Italia (bandiera) | C     | Roberto Zorzi            |
|    | Italia (bandiera) | C     | Fausto Nosè              |
|    | Italia (bandiera) | C     | Luigi Purgato            |
|    | Italia (bandiera) | C     | Lorenzo Stefanelli       |
|    | Italia (bandiera) | A     | Walter Bedin             |
|    | Italia (bandiera) | A     | Maurizio Benetton        |
|    | Italia (bandiera) | A     | Paolo Gallo              |

## Risultati

### Campionato

#### Girone di andata
| 1º ottobre 1978 1ª giornata | Omegna | 1 – 2 | Monselice |  |

| 8 ottobre 1978 2ª giornata | Monselice | 1 – 2 | Pergocrema |  |

| 15 ottobre 1978 3ª giornata | Adriese | 2 – 1 | Monselice |  |

| 22 ottobre 1978 4ª giornata | Monselice | 0 – 0 | Pro Vercelli |  |

| 29 ottobre 1978 5ª giornata | Mestrina | 2 – 0 | Monselice |  |

| 5 novembre 1978 6ª giornata | Monselice | 1 – 2 | Carpi |  |

| 12 novembre 1978 7ª giornata | Sant'Angelo | 1 – 0 | Monselice |  |

| 19 ottobre 1978 8ª giornata | Monselice | 1 – 1 | Conegliano |  |

| 26 novembre 1978 9ª giornata | Monselice | 0 – 0 | Pro Patria |  |

| 3 dicembre 1978 10ª giornata | Bolzano | 0 – 0 | Monselice |  |

| 10 dicembre 1978 11ª giornata | Monselice | 2 – 1 | Pavia |  |

| 17 dicembre 1978 12ª giornata | Audace SME | 0 – 1 | Monselice |  |

| 30 dicembre 1978 13ª giornata | Monselice | 1 – 1 | Rhodense |  |

| 7 gennaio 1979 14ª giornata | Fanfulla | 2 – 1 | Monselice |  |

| 14 gennaio 1978 15ª giornata | Seregno | 2 – 0 | Monselice |  |

| 21 gennaio 1979 16ª giornata | Monselice | 2 – 0 | Legnano |  |

| 28 gennaio 1979 17ª giornata | Vigevano | 3 – 0 | Monselice |  |

#### Girone di ritorno
| 4 febbraio 1979 18ª giornata | Monselice | 2 – 0 | Omegna |  |

| 11 febbraio 1979 19ª giornata | Pergocrema | 1 – 1 | Monselice |  |

| 18 febbraio 1979 20ª giornata | Monselice | 1 – 1 | Adriese |  |

| 25 febbraio 1979 21ª giornata | Pro Vercelli | 0 – 0 | Monselice |  |

| 4 marzo 1979 22ª giornata | Monselice | 3 – 1 | Mestrina |  |

| 11 marzo 1979 23ª giornata | Carpi | 2 – 2 | Monselice |  |

| 25 marzo 1979 24ª giornata | Monselice | 0 – 2 | Sant'Angelo |  |

| 1º aprile 1979 25ª giornata | Conegliano | 1 – 1 | Monselice |  |

| 8 aprile 1979 26ª giornata | Pro Patria | 0 – 2 | Monselice |  |

| 22 aprile 1979 27ª giornata | Monselice | 1 – 1 | Bolzano |  |

| 29 aprile 1979 28ª giornata | Pavia | 1 – 1 | Monselice |  |

| 6 maggio 1979 29ª giornata | Monselice | 2 – 0 | Audace SME |  |

| 13 maggio 1979 30ª giornata | Rhodense | 0 – 0 | Monselice |  |

| 20 maggio 1979 31ª giornata | Monselice | 0 – 0 | Fanfulla |  |

| 27 maggio 1979 32ª giornata | Monselice | 1 – 0 | Seregno |  |

| 3 giugno 1979 33ª giornata | Legnano | 1 – 0 | Monselice |  |

| 9 giugno 1979 34ª giornata | Monselice | 2 – 2 | Vigevano |  |

### Coppa Italia Semiprofessionisti

#### Girone 15
|           | ADR | MON | PAD |
| --------- | --- | --- | --- |
| Adriese   | ––– | 2-0 | 2-0 |
| Monselice | 3-1 | ––– | 2-1 |
| Padova    | 1-0 | 0-0 | ––– |

| Pos. | Squadra   | Pt | G | V | N | P | GF | GS | DR |
| ---- | --------- | -- | - | - | - | - | -- | -- | -- |
| 1.   | Monselice | 5  | 4 | 2 | 1 | 1 | 5  | 4  | +1 |
| 2.   | Adriese   | 4  | 4 | 2 | 0 | 2 | 5  | 4  | +1 |
| 3.   | Padova    | 3  | 4 | 1 | 1 | 2 | 2  | 4  | -2 |

#### Sedicesimi di finale
| Squadra 1  | Totale | Squadra 2 | Andata | Ritorno |
| ---------- | ------ | --------- | ------ | ------- |
| Vis Pesaro | 2-5    | Monselice | 1-1    | 1-4     |

#### Ottavi di finale
| Squadra 1 | Totale | Squadra 2 | Andata | Ritorno   |
| --------- | ------ | --------- | ------ | --------- |
| Monselice | 2-3    | Trento    | 1-1    | 1-2 (dts) |

## Statistiche

### Presenze
- Fausto Nosè (21)

### Reti
- Fausto Nosè (2)